# 新舍斯蒂爾尼亞
47°26′28″N 33°13′3″E / 47.44111°N 33.21750°E
新舍斯蒂爾尼亞（烏克蘭語：Нова Шестірня）是位於烏克蘭南部的村莊，由赫爾松州貝里斯拉夫區的科丘貝伊夫卡市鎮負責管轄。該村始建於1929年，面積5.91平方公里，海拔高度78米，2001年人口147，人口密度每平方公里24.9人。